# North Haven (Maine)
North Haven è un comune e isola degli Stati Uniti d'America, situato nello Stato del Maine, nella contea di Knox.